# Ястребовский сельский совет (Козовский район)
Ястребовский сельский совет (укр. Яструбівська сільська рада) — входит в состав
Козовского района
Тернопольской области
Украины.
Административный центр сельского совета находится в 
с. Ястребово.

## Населённые пункты совета
- с. Ястребово